# 曹文轩
曹文轩（1954年1月9日—），江苏盐城人，中国当代作家。任北京作家协会副主席，当代文学教研室主任、中国作家协会儿童文学委员会委员。

## 生平
1954年出生在江苏省盐城市。
1977年毕业于北京大学中文系并留校任教。
2016年，在意大利博洛尼亚国际童书展上荣获2016年国际安徒生奖。这是中国作家第一次获得该奖项。此前，孙幼军、金波、秦文君、张之路等多位中国作家曾获提名，却从未有人获奖。

## 海外出版
《科技与出版》2017年刊载文章《曹文轩作品海外传播及其启示》详述了曹文轩获得2016年度“国际安徒生奖”的背景，是中国当代文学“走出去”进程中的一个典型案例。文章说：“2001年1月，曹文轩的小说《红瓦黑瓦》韩文版出版，其作品第一次走出国门。2002年，《草房子》日文版出版。此后，其他作品的不同语种版本陆续问世。目前，他的作品已经实现了韩语、日语、英语、法语、德语、希腊语、瑞典语、爱沙尼亚语、越南语、阿拉伯语、高棉语、希伯来语、塞尔维亚语共13个语种的出版，版权输出到韩国、日本、英国、希腊、德国等50多个国家。曹文轩作品的成功走出国门受益于“中国图书对外推广计划”等国家层面的中国图书海外推介活动。《草房子》等20余部作品的多语种翻译出版得到资助，累计受资助总额超过400万元。例如，2015年、2016年“丝路书香工程”重点翻译资助出版项目中入选了曹文轩在中国少年儿童新闻出版总社出版的《丁丁当当》系列的7部作品（插图作者刘振君），被分别翻译成阿拉伯语、希伯来语和英语；《曹文轩文集 草房子》《羽毛》分别被立项翻译成塞尔维亚语、高棉语。曹文轩作品受到翻译资助项目总数达23项，占2015年、2016年全部立项品种（985项）的比例达到2.34%。就单个作家而言，在全部“丝路书香工程”重点资助项目中，曹文轩所占的比例是最高的，这对于曹文轩作品的海外传播是一个有力的推动。”

## 争议
曹文轩作为中华人民共和国教育部小学统编语文教材的主编之一，同时为《七色花》、《大語文》系列丛书的主编，近年也屡次出现被童话作家郑渊洁质疑以及网友指责。

### 违规进校园售书
童话作家郑渊洁于2019年4月在新浪微博上抨击曹文轩进校园卖书的违法行为，他说“有一些童书作者打着讲课的幌子，和书店、学校勾结起来进入学校占用学生上课时间向学生兜售童书。在十多年前，我曾经也被出版社拉着去学校，我本来以为只是讲课，后来才发现其中的猫腻。于是再也不去学校卖书。”“恭喜曹教授一年靠销售童书挣了2700万元。但是这2700万元中，有多少是曹文轩打着讲课的幌子非法进校兜售童书所得呢？”，并在微博中晒出了某小学校方要求学生购买曹文轩图书的征订单，征订单注明：“1、邀请到这样的知名作家进校面对面交流，温州书城对我们学生的图书征订量是有要求的。2、当天有意愿与作家面对面交流、签名的孩子，请提前征订曹文轩先生的作品。图书没有折扣。”

### 主编内容不宜儿童阅读
2022年5月，网民发现曹文軒參與主編的《快乐读书吧·名著阅读课程化丛书·七色花》、《大語文·像鷹學會飛翔》等課外讀物出現爭議內容，這些內容包括收錄「露骨」民歌、出現女孩吃「罌粟籽」麵包情節。
涉事內容為汪曾祺創作的短篇小說《受戒》中的一段民歌歌詞“姐儿生得漂漂的，两个奶子翘翘的。有心上去摸一把，心里有点跳跳的”，曹文軒將其節選編入《大語文·像鷹學會飛翔》分冊，該叢書的推薦閱讀年齡為8-15歲。
《七色花》是苏联作家瓦·卡达耶夫于1940年创作的童话，丛书中收录的版本由俄苏文学译者曹靖华翻译。争议在于罂粟籽是罂粟的原植物种子，如果没有经过灭活处理，可以种植出罂粟的。在中国，对其实行严格管制。2013年5月卫计生函文件表示，罂粟种子不可作为香料和调味品使用。市面上也可购得多版本《七色花》，其中商务印书馆小学语文推荐阅读丛书中的《七色花》同样直译为“罂粟籽”；吉林出版集团由星月翻译的《七色花》则将罂粟籽改为“红豆”；天津教育出版社的《七色花》则译为“花籽儿”。记者尝试联系曹文轩本人，但未能成功。

### “夹带私货”进语文课本
2022年5月，郑渊洁就人民教育出版社教科书插图事件公开回应表示，人教版教材主编曹文轩夹带私货将自己的文章塞进语文课本，形容“没有底线，吃相难看”。
教育部统编中小学教科书语文学科总主编、北京大学中文系教授温儒敏回应称，教材选取课文要经过二三十轮审查，不可能一个人说了算，无所谓“夹带私货”。他说，有人故意“把数学教材这把火烧到统编语文”，是毫无根据，别有用心的；强调在四年级下册收有曹文轩的《芦花鞋》（《青铜葵花》一节），是编写组的集体决定，并非曹文轩主动提出。
当天晚上，郑渊洁公开发文回应温儒敏“您如何看曹文轩利用教材主编身份通过全国小学强推他的童书仅2018年就获利2700万元还可能没有足额纳税这件事”并@国家税务总局。“您说‘夹带私货’的教材主编曹文轩的文章入选是因为获奖，难道审查入选课文的二三十人都不知道花400万能获大奖？”

## 作品

### 长篇小说
- 1985年、《古老的围墙》
- 1991年、《山羊不吃天堂草》
- 1997年、《红瓦黑瓦》
- 1997年、《草房子》
- 1999年、《根鸟》
- 2000年、《红瓦房》
- 2005年、《细米》
- 2005年、《青铜葵花》
- 2005年、《天瓢》
- 2008年、《大王书：黄琉璃》
- 2008年、《大王书：红纱灯》
- 2012年—2013年、《丁丁当当》系列（插图作者刘振君）
- 2014年、《枫林渡》
- 2015年、《火印》
- 2016年、《蜻蜓眼》

### 中篇小说
- 1983年、《没有角的牛》
- 1988年、《埋在雪下的小屋》
- 2009年、《尖叫》（《我的儿子皮卡》）
- 2009年、《仰望天空的猫》
- 2009年、《再见，钢琴》
- 2009年、《淘金兄弟》
- 2010年、《尿王》
- 2010年、《影子灰狗》
- 2012年、《背叛的门牙》
- 2012年、《矮鬼》

### 中短篇小说
- 1988年、《暮色笼罩的祠堂》
- 1989年、《忧郁的田园》
- 1997年、《三角地》
- 2005年、《野风车》
- 2013年、《灰娃的高地》
- 2018年、《曹文轩朗读本》系列

### 短篇小说集
- 1986年、《云雾中的古堡》
- 1986年、《哑牛》
- 1992年、《绿色的栅栏》
- 1993年、《红帆》
- 1994年、《红葫芦》
- 1996年、《蔷薇谷》

### 改编作品
1997年，曹文轩的《草房子》改编成同名电影，导演是徐耿，主演是马翎雁、杜源、吴琴琴、曹丹、许雁青。

## 奖项
| 作品               | 奖项                                     | 是否得奖 | 备注   |
| ------------------ | ---------------------------------------- | -------- | ------ |
| 《山羊不吃天堂草》 | 中国作家协会全国儿童文学作品集评奖一等奖 | 獲獎     | [ 16 ] |
| 《山羊不吃天堂草》 | 第三届宋庆龄儿童文学奖                   | 獲獎     |        |
| 《山羊不吃天堂草》 | 五个一工程奖                             | 獲獎     |        |
| 《草房子》         | 冰心文学奖                               | 獲獎     |        |
| 《草房子》         | 第四届国家图书奖                         | 獲獎     |        |
| 《草房子》         | 五个一工程奖                             | 獲獎     |        |
| 《草房子》         | 第五届宋庆龄儿童文学奖                   | 獲獎     |        |
| 《草房子》         | 第十九届金鸡奖最佳编剧                   | 獲獎     |        |
| 《草房子》         | 华表奖                                   | 獲獎     |        |
| 《草房子》         | 第十届德黑兰国际电影节金蝴蝶奖           | 獲獎     |        |
| 《青铜葵花》       | 冰心文学奖                               | 獲獎     |        |
| 《青铜葵花》       | 国家图书奖                               | 獲獎     |        |
| 《青铜葵花》       | 五个一工程奖                             | 獲獎     |        |